# Studia austriaca

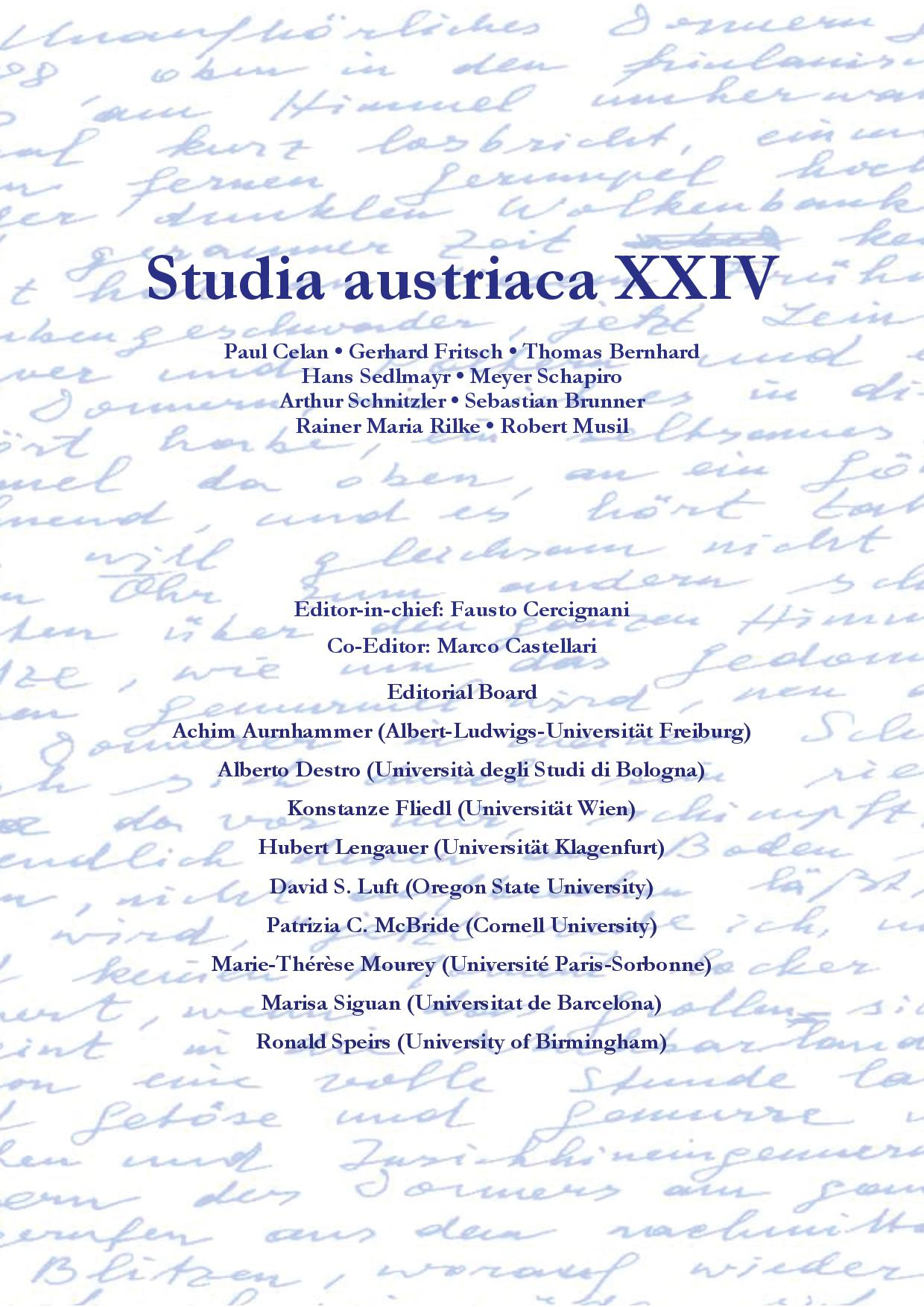
Coverbild von „Studia austriaca“ 24 (2016)

Studia austriaca (e-ISSN 2385-2925) ist ein internationales Periodikum für das Studium der österreichischen Literatur und Kultur.
Die Zeitschrift erscheint jährlich im Frühling als elektronische wissenschaftliche Peer-Review-Open-Access-Fachzeitschrift. Sie wird mit OJS (Open Journal Systems) betrieben und im Rahmen des Projekts Zeitschriften (Riviste UNIMI) der Fakultät für Geisteswissenschaften der Universität Mailand publiziert.
Studia austriaca wurde 1992 von Fausto Cercignani gegründet und seitdem von ihm herausgegeben.
Die Zeitschrift erschien zum ersten Mal als elektronische Publikation mit Band  XX (2012).
Die Bände I-XIX erschienen im Druck (p-ISSN 1593-2508) zwischen 1992 und 2011 und sind heute als PDF-Dateien auf der Website der Zeitschrift frei zugänglich.
Studia austriaca ist indiziert in:
- SCOPUS - The largest abstract and citation database
- ESCI - Web of Science’ Emerging Sources Citation Index
- DOAJ - Directory of Open Access Journals
- ERIH PLUS - The European Reference Index for the Humanities and the Social Sciences
- EZB - Elektronische Zeitschriftenbibliothek
- ZDB - Zeitschriftendatenbank
- BASE - Bielefeld Academic Search Engine
- ROAD - Directory of Open Access Scholarly Resources
- PLEIADI - Portale per la Letteratura Scientifica
- WorldCat - The world’s largest library catalog